# Мечеть Шах-Джахан (Вокінг)
51°19′18″ пн. ш. 0°32′51″ зх. д. / 51.3218° пн. ш. 0.5475° зх. д.
Мечеть Шах -Джахан (англ. Shah Jahan Mosque) — мечеть, що розташовується у місті Вокінг. Вважається найстарішою мечеттю Великої Британії.

## Історія

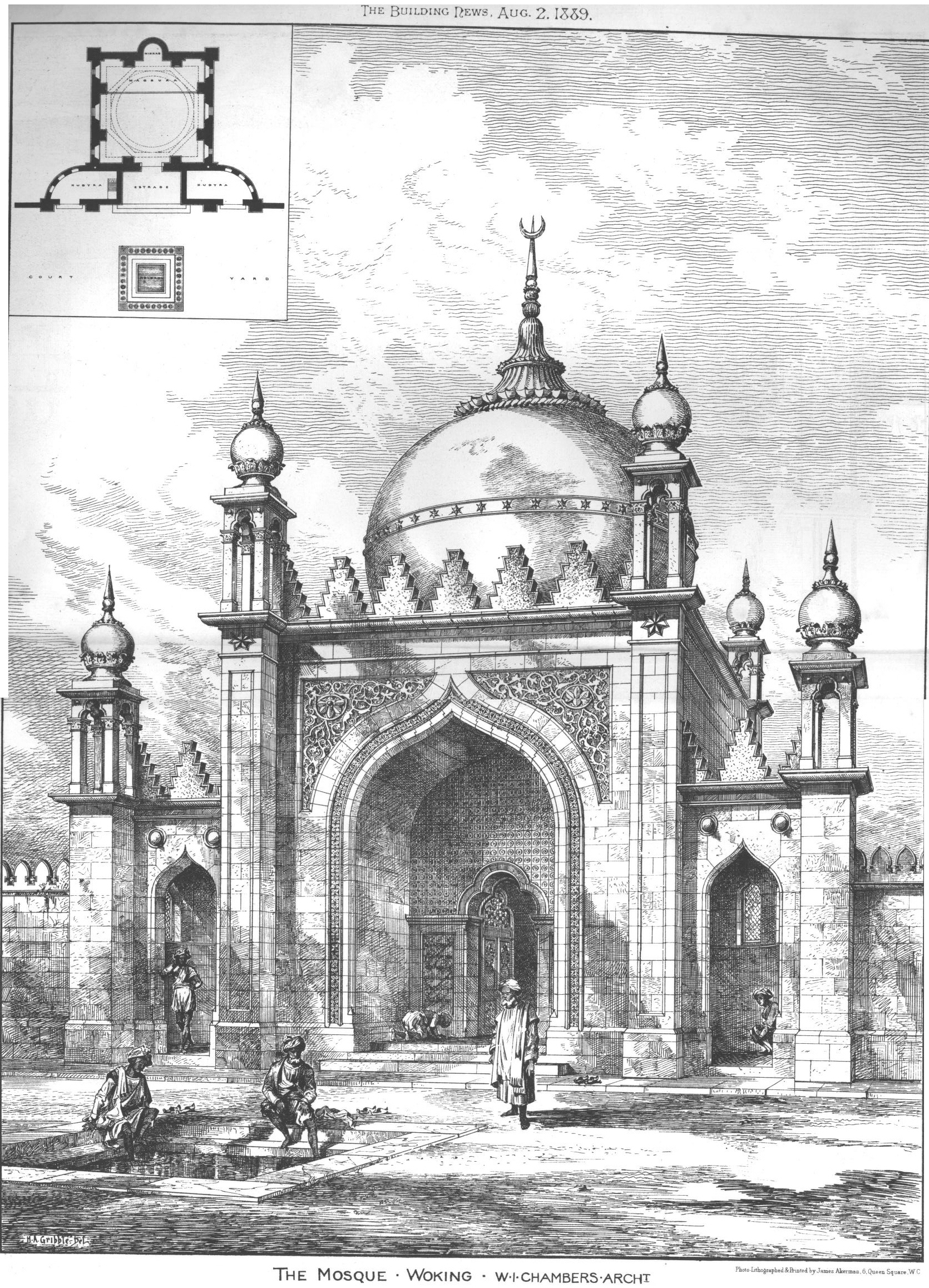
Малюнок Мечеті Шах-Джахан, 2 серпня 1889 року

Мечеть Шах-Джахан була побудована в 1889 році британським сходознавцем Готлібом Вільгельмом Лейтнером. Він був частково профінансований султаном Шахом Джаханом Бегумом з Бхопалу як місце для поклоніння студентів Східного інституту у Вокінгу. Мечеть була спроектована архітектором Вільямом Ісааком Чемберсом (1847—1924) і побудована з каменю Бат і Барґейт. Був спроектований у персько-сарацинському стилі і має купол, мінарети та внутрішній дворик.
Мечеть стала першим офіційним місцем ісламу в Англії. Британські індійські службовці королеви Вікторії та її британський індійський секретар Абдул Карім використовували мечеть, коли королева відвідувала Віндзорський замок.
Мечеть занепала між смертю Лейтнера. Хваджа Камаль-уд-Дін, видатний кашмірський юрист, був запрошений стати імамом та допомагати утримувати мечеть.  Він працював над ремонтом та відродженням мечеті.
Під час Першої світової війни діючий імам Садр-Уд-Дін подав петицію до уряду Великої Британії про надання землі поблизу мечеті для створення кладовища. До 1917 році було побудоване кладовища для поховання солдатів-мусульман Британської армії.
Мечетью керували з 1914 року до середини 1960-х років учасники Лахорської Ахмадійської громади.
У 1970-х роках мечеть перейшла до сунітської громади і була відроджена як важливе місце поклоніння у громаді.